# Przemiana izobaryczna

Wykres p(V) przemiany izobarycznej.
1-2 izobaryczna ekspansja
1-3 izobaryczna kompresja
Pola zaznaczone na szaro oznaczają pracę wykonaną przez gaz przy ekspansji lub kompresji.

Przemiana izobaryczna (z gr. ἴσος „równy” i βάρος „ciężar”) – proces termodynamiczny, podczas którego ciśnienie układu nie ulega zmianie, natomiast pozostałe parametry termodynamiczne czynnika mogą się zmieniać. Procesy izobaryczne mogą zachodzić zarówno w sposób odwracalny, jak i nieodwracalny. Odwracalny proces izobaryczny przedstawia na wykresie krzywa zwana izobarą. Praca wykonana przez układ (lub nad układem) w odwracalnym procesie izobarycznym jest równa ubytkowi (lub przyrostowi) entalpii układu. W szczególności, gdy jedyny wkład do pracy stanowi praca objętościowa (polegająca na zmianie objętości układu), jest ona wyrażona wzorem:
{\displaystyle W=p\Delta V,}
gdzie:
{\displaystyle W} – praca wykonana przez układ,
{\displaystyle p} – ciśnienie,
{\displaystyle \Delta V} – wzrost objętości układu.
Dla gazu doskonałego przemiana izobaryczna spełnia zależność
{\displaystyle {\frac {V}{T}}=\operatorname {const} ,}
gdzie:
{\displaystyle V} – objętość,
{\displaystyle T} – temperatura.
Przemiana izobaryczna często pojawia się w teorii maszyn cieplnych oraz urządzeń energetycznych. Jest jedną z przemian tworzących obiegi porównawcze siłowni parowej (obieg Clausiusa-Rankine’a), turbiny gazowej (obieg Braytona-Joule’a), chłodziarki gazowej (obieg Joule'a) i parowej (obieg Lindego), silnika wysokoprężnego (obieg Seiligera-Sabathé).
Przemiana izobaryczna jest przemianą porównawczą przedstawiającą proces wytwarzania i przegrzewania pary wodnej w kotłach parowych oraz jej skraplania w skraplaczach współczesnych elektrowni parowych. W urządzeniach tych ma miejsce konwersja energii o mocy na poziomie kilkudziesięciu tysięcy megawatów (tylko w Polsce), co świadczy o wysokim znaczeniu przemiany izobarycznej w technice współczesnego świata.
Na poniższych rysunkach przedstawione są przemiany izobaryczne wody i pary wodnej w układzie h-s (entalpia właściwa – entropia właściwa) i T-s (temperatura – entropia właściwa) na tle linii nasycenia i stałego stopnia suchości pary.